# George van Renesse
George Gustaaf Frederik van Renesse (Zaamslag (Zeeuws-Vlaanderen), 21 februari 1909 - Bussum, 10 december 1994) was een Nederlands pianist, dirigent en muziekpedagoog.
Hij was zoon van arts Willem Dignus van Renesse en Maria Johanna Berendina Theresia Beljaars. Hij was getrouwd met Betty Drukker/Ellie le Coultre. Hij werd gecremeerd op Daelwijck.
Hij bleek muzikaal begaafd, zonder enige studie was hij in zijn jeugd als goed pianist en kon zodoende als elfjarige dienen als begeleider van het Deventer Gemengd koor (het gezin woonde daar toen). Hij studeerde bij de pianist Ulfert Schults en componist Sem Dresden, in Parijs bij Ricardo Viñez (1875-1943) en in Berlijn bij Leonid Kreutzer (1884-1953), die zelf bij Alexander Glazoenov had gestudeerd. Hij is pianist geweest bij "The Amsterdam Quintet". Hij trad met Willem Mengelberg op in Rome. Hij maakte meerdere concerttournees met het Budapester Trio (1930-1945) en begeleidde de violist Yehudi Menuhin in een van zijn eerste internationale tournees in 1947.
Al direct vanaf zijn opleiding in Parijs tot aan het eind van de Tweede Wereldoorlog was Van Renesse actief als hoofddocent piano aan het Amsterdams Conservatorium (1930-1945).
Vanaf 1954 was hij producer en opnameleider/muziekregisseur voor de Nederlandse Radio Unie en Nederlandse omroep. Hij had hij een eigen radioprogramma (Vertolkers beluisterd op de woensdagmiddag) waarin hij stukken van Franz Schubert, Richard Strauss, Frédéric Chopin en vele anderen analyseerde en uitvoerde. Hierin loofde hij een honderd gulden uit aan degene die in een snelle pianopassage één fout kon ontdekken. Hij werd ook zeer gewaardeerd als begeleider door instrumentalisten en zangers. Hij heeft opnamen gemaakt voor de labels Artone en CNR. Hij soleerde tussen 1928 en 1974 in 90 concerten bij het Concertgebouworkest.
Ook na zijn tijd bij het Amsterdams Conservatorium heeft hij lesgegeven. Vele pianisten vermelden in hun biografie dat zij bij hem les hebben gehad.
- International Standard Name Identifier: 0000 0003 9533 7548
- Library of Congress Control Number: n2017063029
- Nederlandse Thesaurus van Auteursnamen: 097132055
- Virtual International Authority File: 290063560
- WorldCat: E39PBJqBmkq9kVK7CKTHttMkjC